# Maarika Võsu
Maarika Võsu (Tartu, 7 de junio de 1972) es una deportista estonia que compitió en esgrima, especialista en la modalidad de espada.
Ganó tres medallas en el Campeonato Mundial de Esgrima entre los años 1995 y 2005, y dos medallas de plata en el Campeonato Europeo de Esgrima de 2003.
Participó en los Juegos Olímpicos de Atlanta 1996, ocupando el quinto lugar en el torneo por equipos y el 18.º en la prueba individual.

## Palmarés internacional
| Campeonato Mundial | Campeonato Mundial     | Campeonato Mundial | Campeonato Mundial |
| Año                | Lugar                  | Medalla            | Prueba             |
| ------------------ | ---------------------- | ------------------ | ------------------ |
| 1995               | La Haya (Países Bajos) | Medalla de bronce  | Espada por equipos |
| 2002               | Lisboa (Portugal)      | Medalla de plata   | Espada por equipos |
| 2005               | Leipzig (Alemania)     | Medalla de plata   | Espada individual  |
| Campeonato Europeo |                        |                    |                    |
| Año                | Lugar                  | Medalla            | Prueba             |
| 2003               | Bourges (Francia)      | Medalla de plata   | Espada individual  |
| 2003               | Bourges (Francia)      | Medalla de plata   | Espada por equipos |